# Robotron: 2084
Robotron: 2084 (часто называемая просто «Роботрон») — аркадный автомат, созданный в 1982 году компанией Vid Kidz (Юджин Джарвис (англ. Eugene Jarvis) и Ларри Демар (англ. Larry DeMar)) для Williams Electronics. Игра имела уникальное для своего времени управление, в котором было два восьмипозиционных джойстика (один для перемещений, второй для стрельбы) в отличие от более типичной конфигурации с единственным джойстиком и кнопкой стрельбы.
В 1990 году Williams выпустила игру Smash TV с похожим игровым процессом и двумя такими же джойстиками, как и в Роботроне.

## Обзор
Каждый уровень, или «волна» Роботрона состоит из небольшого гуманоидного мутанта («последняя надежда человеческой расы») которым управляет игрок, в центре толпы враждебных роботов. Игрок использует два джойстика, чтобы одновременно убегать от врагов и увёртываться от их выстрелов с помощью первого, и отстреливаться от врагов в других направлениях с помощью второго. После уничтожения всех врагов, которых можно уничтожить, игрок переходит к следующей волне, встречаясь со всё более быстрыми и более многочисленными врагами.
По игровому полю разбросаны медленно передвигающиеся «гуманоиды», которых нужно спасать — клоны последней человеческой семьи состоящие из Мамы, Папы и Мики. Прикосновение к этим клонам до того, как их убивают Халки или Мозги приносит игроку от 1000 до 5000 очков, последовательно увеличивающихся с шагом 1000, которые сбрасываются вновь на 1000, если игрок умирает или происходит смена «волны». В игре нет конца, а смерть персонажа является неизбежной, но через каждые 25000 очков игрок получает дополнительную жизнь, что делает спасение гуманоидов важной задачей.

## Враги
Враги, с которыми встречается игрок следующие:
- Электроды (0 очков). Неподвижные объекты, разбросанные по экрану. Хотя их опасность минимальна, они могут не вовремя вставать на пути. Электроды можно уничтожать, но они не приносят очков.
- Ground Roving Unit Network Terminators (GRUNT) (100 очков). Эти туповатые враги просто двигаются в сторону игрока. Они не стреляют, но появляются в большом количестве и с каждой волной двигаются всё быстрее, что делает их опасными. Они единственный вид роботронов, которые погибают при контакте с электродами. Огромное количество Грюнтов появляется во время 9 волны, а затем через каждые 10 волн после неё.
- Халки. Квадратные зелёные роботы, которые случайным образом передвигаются по экрану. Их никак нельзя уничтожить, но если в них попадает выстрел, они немного отодвигаются. И хотя они не гоняются сознательно за игроком, они пытаются блокировать огонь игрока по другим роботам, в первую очередь Сфероидам. Их не надо уничтожать, чтобы завершить волну. Халки убивают любого гуманоида, с которым вступают в контакт. Они также уничтожают электроды, если соприкасаются с ними.
- Сфероиды (1000 очков). Это круглые, красные объекты, которые быстро перемещаются по игровому полю и производят Инфорсеров. Сфероиды убивают при соприкосновении, но их настоящая опасность это несколько Инфорсеров, которых они могут произвести в течение некоторого времени, так что их лучше немедленно уничтожать. Через некоторое время Сфероиды сами исчезают, вероятно после создания шести Инфорсеров.
- Инфорсеры (150 очков). Это жёлтые роботы, которые быстро стреляют, целясь в направлении игрока. Поодиночке они не представляют большой опасности, но при определённом числе на поле они становятся опасными. Они также часто перепрыгивают через весь экран, убивая игрока, если при этом соприкасаются с ним. Как Мозги и Танки они выстреливают чем-то похожим на крылатые ракеты (25 очков)
- Мозги (500 очков). Эти медлительные враги голубого цвета появляются в каждой пятой волне, которая также содержит большое количество гуманоидов. Сами по себе мозги почти безобидны, но они превращают гуманоидов в Прогов (100 очков), быстро передвигающихся разрушителей, которые безжалостно обстреливают игрока, а также выстреливают большое количество самонаводящихся, непредсказуемых крылатых ракет (25 очков), от которых тяжело сбежать.
- Кварки (1000 очков). Это жуткие, квадратные, пульсирующие объекты, которые в большом количестве производят Танки. (В ранней версии игры Кварки назывались «Кубоидами» в режиме заставки — Attract mode[англ.]. В последующих версиях это было исправлено.)
- Танки (200 очков). Эти красные твари умеют быстро стрелять выстрелами, которые отскакивают как баскетбольные мячи и от них очень трудно увернуться. Из-за несовершенства аппаратуры игрового автомата, Танки перестают стрелять, если на игровом поле было сделано 20 выстрелов и не был уничтожен ни один танк. Если танк уничтожается, этот счётчик сбрасывается в 0.

## Наследие
В 1984 году Юджин Джарвис (англ. Eugene Jarvis) и Vid Kidz сделали продолжение Robotron: 2084 — другую аркадную игру, Blaster. И хотя игровой процесс отличается, она происходит в 2085 году, когда роботроны полностью уничтожили человеческую расу.
Как и Tempest, она сочетает брутальный, высокоскоростной игровой процесс и психоделическую графику. Хотя было сделано несколько портов (включая версию 1996 года для ПК, Robotron X для PlayStation, и Robotron 64 для Nintendo 64 в 1998 году), многие считают первоначальный аркадный автомат самой лучшей версией. Прямой порт игры был включён в Midway Arcade Treasures, сборник аркадных игр для консолей Nintendo GameCube, PlayStation 2 и Xbox, выпущенный в 2003 году.
В июле 2000 года Midway лицензировала Robotron: 2084 вместе с другими играми Midway фирме Macromedia Shockwave для использования в онлайновом апплете для демонстрации возможностей платформы Shockwave. Портирование было сделано фирмой Digital Eclipse. Сейчас эта версия свободно доступна для игры в Shockwave в виде веб-апплета.
В 2004 году канадский разработчик под ником ZI-XIAO LIANG сделал ремейк оригинальной игры для PC под названием Robotron Blitz. Ремейк отличается более повышенной сложностью, даже несмотря на то, что передвижение в оригинале осуществлялось в восьми направлениях, а в ремейке лишь в четырёх, что изначально является упрощением. Но даже при более повышенной сложности, общее впечатление от игры остаётся положительным.
В ноябре 2005 года, в преддверии запуска Xbox 360, Microsoft начала предлагать Robotron: 2084 для скачивания из их сервиса Xbox Live Arcade. В данной версии игра была дополнена оптимизированной для высокого разрешения графикой и режимом совместной сетевой игры для двух игроков через сервис Xbox Live. В совместном режиме один игрок контролирует движения, а другой управляет стрельбой. Эти роли меняются в конце раунда. Кроме того, очки попадают в сетевую рейтинговую таблицу.
В дополнении Automatron к Fallout 4 имеется адаптированная под игровой мир игра Robotron: 2084, но встречается в игре она под названием Automatron.

## История
- Первоначальное название игры было «2084 — Robotron», но название Роботрон широко использовалось практическими всеми участниками, и незадолго до начала производства игра была переименована. Вот почему рисунок на боку корпуса состоит просто из числа 2084, написанного вертикально.
- Идея управления с помощью двух джойстиков (левый — двигаться, правый — стрелять) Джарвису пришла после повреждения его правой руки в автокатастрофе. Игра Berzerk также сыграла роль, так как Джарвис мечтал о возможности двигаться и стрелять без необходимости останавливаться. (Berzerk использует единственный джойстик, и игроку приходится останавливаться чтобы прицелиться и выстрелить).
- Исходной концепцией Роботрона была версия в реальном времени классической игры для UNIX Robots, вначале написанная на Бейсике. В первой версии игрок должен был попытаться завлекать роботов в направлении электрифицированных препятствий, которые уничтожили бы их. Со временем были добавлены возможность отстреливаться, различные типы роботов, спасение людей и т. д.
- Одной из настроек, которые оператор мог сделать в игре, является «Красивый Режим Заставки Да/Нет». Это убирает вращающуюся рамку с заглавной страницы режима заставки. Настройка была включения для тех случаев, когда аппаратура от прямого доступа к памяти перегревалась и в режиме заставки игра падала. К счастью, это оказалось не особо нужным и включалось очень редко или вообще никогда.
- Вышедший 10 марта 2006 года выпуск комиксов Стивена Нотли (англ. Stephen Notley) Bob the Angry Flower назывался Robotron 2083[1] со ссылкой на аркадную игру — с подтекстом, что семена революции роботов были посеяны главным героем за год до событий игры.
- Общее количество произведённых автоматов оценивается в 18 тыс. штук.
- Robotron 2084 является «любимой игрой всех времён» игрового дизайнера Юджина Джарвиса, игрового дизайнера Марка Трумелля (NBA Jam и Smash TV), и музыканта и продюсера Тода Рундгрина (англ. Todd Rundgren).

## Отзывы
| Сводный рейтинг | Сводный рейтинг |
| Агрегатор       | Оценка          |
| --------------- | --------------- |
| GameRankings    | 65,83 %         |